# Rubycon
Rubycon es el sexto álbum de estudio del grupo alemán de música electrónica Tangerine Dream. Grabado y publicado en 1975 por Virgin Records destaca por considerarse uno de los álbumes más importantes del grupo y por su influencia en el sonido de la denominada Escuela de Berlín.
Glenn Swan, en su crítica para AllMusic, lo califica como "un satisfactorio album ambient de la era pre-ambient, demasiado oscuro para la meditación, y demasiado bueno para ser olvidado".

## Producción
Tras la exitosa edición de su anterior trabajo, Phaedra (1974), en enero de 1975 Peter Baumann, Edgar Froese y Christopher Franke volvieron a los Estudios Manor (Inglaterra) con nuevos instrumentos que incluían sintetizadores o un gong. Para la realización del álbum el grupo decidió componer dos largas piezas de estilo instrumental, una por cada cara del disco de vinilo, sin seguir los cánones habituales del rock progresivo. Ante la duda de realizar un álbum de estilo más comercial o uno más experimental optaron por la segunda opción. El proceso de grabación fue mucho más sencillo y rápido que con su predecesor.

"La grabación de Rubycon fue un proceso muy vaporoso. A diferencia de la producción de Phaedra nunca hubo pausas en el flujo creativo. La banda había estado de gira la mayor parte del año anterior y ahora teníamos ganas de pasar un mes trabajando en música nueva. Debido al éxito comercial de Phaedra instrumentos como los secuenciadores estaban técnicamente mejor resueltos. En ese momento esta rama de la tecnología era bastante desconocida y cualquier modificación técnica debía ser personalizada. Esta fue una tarea muy extensa y la mayoría de nuestras ganancias se destinaron a la adquisición de nuevos equipos."
Edgar Froese (Tangents, enero de 1994) 

Temáticamente es un álbum conceptual inspirado por el episodio histórico del cruce del Río Rubicón por parte de Julio César en el año 49 desencadenante de una imparable guerra. De ahí que la expresión "cruzar el rubicón" se considera sinónimo de dar un paso decisivo, sin posibilidad de dar marcha atrás, asumiendo los riesgos de la decisión.

"Cuando el grupo entró en los estudios por segunda vez nos sentimos agobiados por la presión del éxito de Phaedra. Hubo una presión para volver a hacerlo pero hay que señalar que Simon Draper (el productor) y Richard Branson de Virgin no nos presionaron para que fuésemos comerciales. La actitud fue que Tangerine Dream podía hacer lo que quisieran en la grabación, lo cual era una práctica muy inusual para una compañía de discos."
Edgar Froese (1994) 

Rubycon es uno de los álbumes comercialmente más populares de toda la trayectoria de Tangerine Dream. Alcanzó el puesto 10 en las listas de ventas británicas, la posición más elevada en toda la trayectoria del grupo hasta la actualidad, permaneciendo durante 14 semanas. Se han utilizado fragmentos de ambas partes como música incidental para la telenovela mexicana Cuna de Lobos (1987), a cargo del musicalizador Carlos Caballero, algo que también sucedería con Stratosfear (1976). 
Ha sido reeditado en numerosas ocasiones en diferentes formatos incluyendo el casete y el disco compacto. Su primera edición en CD tuvo lugar en 1984. En 1995 fue remasterizado, a partir de los másteres originales, dentro de una serie denominada "Definitive Edition" por Virgin Records o en Super Audio CD en 2001. 

## Lista de temas
| N.º   | Título               | Escritor(es)                                  | Duración |  |
| 1.    | «Rubycon - Part One» | Christopher Franke Edgar Froese Peter Baumann | 17:18    |  |
| 2.    | «Rubycon - Part Two» | Christopher Franke Edgar Froese Peter Baumann | 17:35    |  |
| 34:53 |                      |                                               |          |  |

## Personal
- Edgar Froese - órgano, melotrón, sintetizadores (incluyendo VCS 3), guitarra, gong y producción
- Christopher Franke - sintetizadores (incluyendo Moog y VCS 3), órgano, piano preparado, gong y producción
- Peter Baumann - órgano, sintetizadores (incluyendo VCS 3), flauta, teclados, piano preparado y producción

- Mick Glossop - ingeniero
- Roland Paulick - asistente técnico
- Monique Froese - fotografía